# Vincenzo Rigo
Vincenzo Rigo (Brentonico, settembre 1943) è un regista e sceneggiatore italiano.

## Biografia
Dopo aver lavorato come direttore della fotografia per vari documentari, esordisce alla regia a metà anni settanta con il thriller Gli assassini sono nostri ospiti, ambientato a Milano. In seguito dirige altri due film, la commedia Passi furtivi in una notte boia con Walter Chiari e Lettomania con Carmen Villani.
Dopo aver abbandonato la carriera cinematografica, cura la regia per le prime trasmissioni dell'emittente locale Telereporter.

## Filmografia
- Gli assassini sono nostri ospiti (1974)
- Passi furtivi in una notte boia (1976)
- Lettomania (1976)